# پرچم جمهوری متحد عربی
پرچم جمهوری متحد عربی (عربی: علم الجمهوریة العربیة المتحدة‎)، پس از اتحاد مصر و سوریه در یک کشور واحد به نام جمهوری متحد عربی در ۲۲ فوریه ۱۹۵۸ به تصویب رسید. سوریه در ۲۸ سپتامبر ۱۹۶۱ پس از کودتای ۱۹۶۱ از اتحادیه خارج شد. مصر تا سال ۱۹۷۲ به استفاده از نام و نمادهای جمهوری متحد عربی ادامه داد. این پرچم از سال ۱۹۸۰ تا ۲۰۲۴ توسط سوریه بعثی مورد استفاده قرار گرفت و منجر به استفاده از آن به عنوان نماد نئوبعثی شد.